# Orange Grove Mobile Manor
Orange Grove Mobile Manor es un lugar designado por el censo ubicado en el condado de Yuma en el estado estadounidense de Arizona. En el Censo de 2010 tenía una población de 594 habitantes y una densidad poblacional de 3.640,39 personas por km².

## Geografía
Orange Grove Mobile Manor se encuentra ubicado en las coordenadas 32°35′54″N 114°39′38″O / 32.59833, -114.66056. Según la Oficina del Censo de los Estados Unidos, Orange Grove Mobile Manor tiene una superficie total de 0.16 km², de la cual 0.16 km² corresponden a tierra firme y (0%) 0 km² es agua.

## Demografía
Según el censo de 2010, había 594 personas residiendo en Orange Grove Mobile Manor. La densidad de población era de 3.640,39 hab./km². De los 594 habitantes, Orange Grove Mobile Manor estaba compuesto por el 59.09% blancos, el 0% eran afroamericanos, el 0.17% eran amerindios, el 0.17% eran asiáticos, el 0% eran isleños del Pacífico, el 37.54% eran de otras razas y el 3.03% pertenecían a dos o más razas. Del total de la población el 98.82% eran hispanos o latinos de cualquier raza.